# فرانيو فلاديتش
فرانيو فلاديتش، من مواليد 19 أكتوبر 1950 ، لاعب كرة قدم يوغسلافي سابق.
لعب مع منتخب يوغسلافيا لكرة القدم.

## مسيرته الكروية
لعب فرانيو فلاديتش خلال مسيرته الاحترافية مع 3 أندية في سبعة عشر موسمًا وسجل خلالها 82 هدفًا ضمن 382 مباراة. ولم يفز بأي موسم بالكأس أو بالدوري.
خاض فرانيو فلاديتش مسيرته مع نادي فيليز موستار في موسم 1968–69 في المرة الأولى ليلعب معه أحد عشر موسمًا ثم في موسم 1982–83 واستمر معه طيلة ثلاثة مواسم، مشاركًا طوالها في 328 مباراة سجل خلالها 77 هدفًا. ثم انتقل إلى نادي أيك أثينا في موسم 1979–80 ولمدة موسمين، حيث شارك في 21 مباراة سجل خلالها هدفين. لينتقل بعدها إلى نادي بارتيزان في موسم 1981–82 لمدة موسم واحد، مشاركًا في 33 مباراة سجل خلالها 3 أهداف.

## روابط خارجية
- فرانيو فلاديتش على موقع الاتحاد الدولي (مؤرشف)  (الإنجليزية)
- فرانيو فلاديتش على موقع الاتحاد الأوربي (الإنجليزية)
- فرانيو فلاديتش على موقع قاعدة بيانات كرة القدم.إي يو (الإنجليزية)
- فرانيو فلاديتش على موقع ناشيونال فوتبول تيمز (الإنجليزية)
- فرانيو فلاديتش على موقع عالم كرة القدم.نت (الإنجليزية)
- فرانيو فلاديتش على موقع كووورة